# Tosh Van der Sande
Tosh Van der Sande est un coureur cycliste belge né le 28 novembre 1990 à Wijnegem. Il est membre de l'équipe Jumbo-Visma.

## Biographie

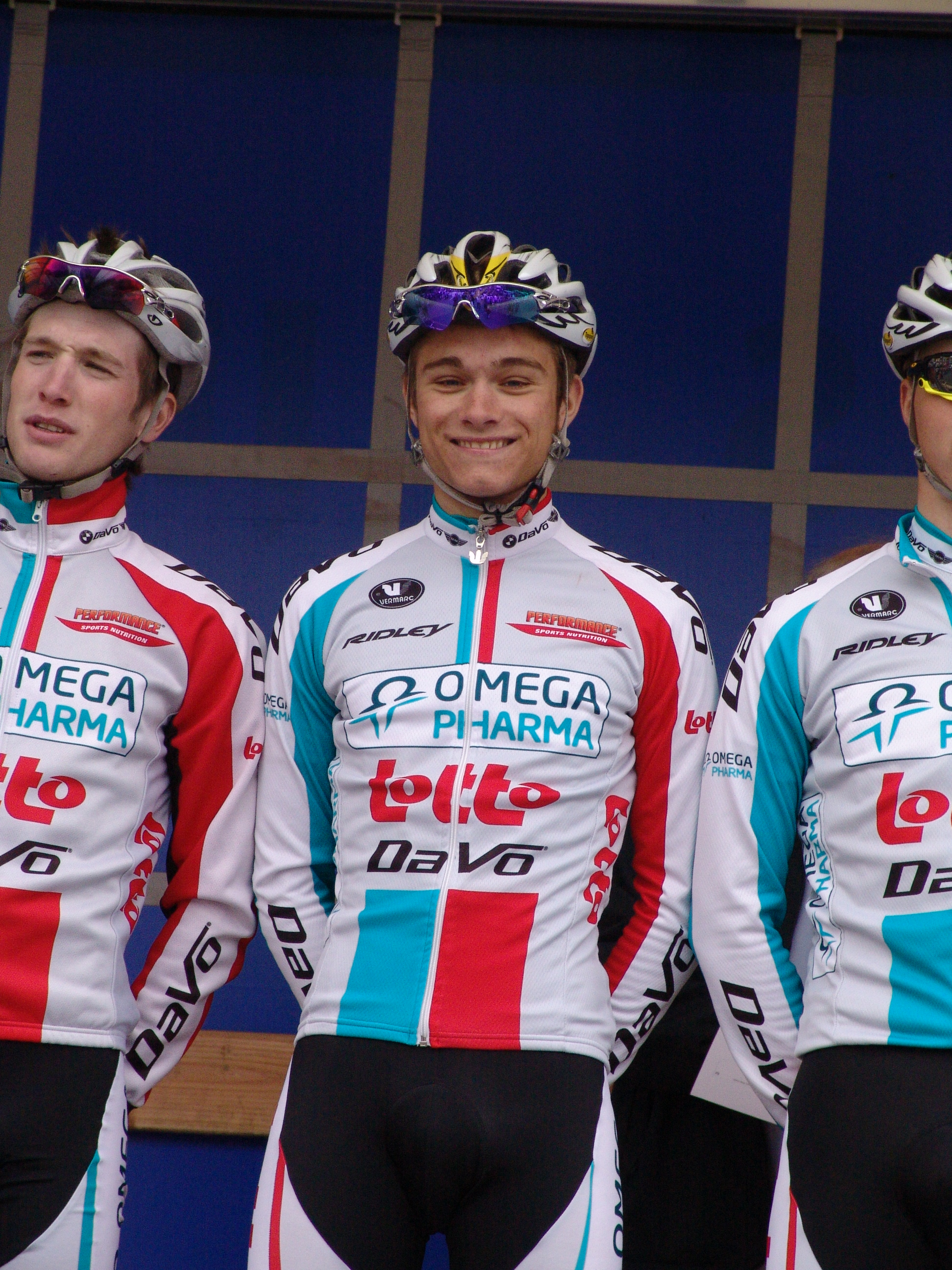
Tosh Van der Sande au départ de Liège-Bastogne-Liège espoirs 2011.

En fin d'année 2010, l'équipe Beveren 2000 disparaît. Van der Sande rejoint en 2011 Omega Pharma-Lotto Davo, réserve de l'équipe professionnelle Omega Pharma-Lotto. Il est vainqueur cette année-là de Liège-Bastogne-Liège espoirs, où il bat Romain Bardet au sprint et de deux étapes du Triptyque des Monts et Châteaux. Il se classe également troisième de la Côte picarde et neuvième du championnat du monde sur route espoirs. En fin d'année, il reçoit le Vélo de cristal du meilleur jeune coureur belge de l'année.
Tosh Van Der Sande devient professionnel en 2012 au sein de l'équipe Lotto-Belisol.
En septembre 2013, son contrat est prolongé à la saison 2014.
À la fin de la saison 2014, le contrat qui le lie à son employeur est prolongé.
En 2015 Van der Sande est remplaçant pour la course en ligne des championnats du monde de Richmond. Les chefs de file belges sont Tom Boonen, Philippe Gilbert et Greg Van Avermaet. Quelques jours après l'annonce de cette sélection, il renouvèle son contrat avec la formation Lotto-Soudal. Pour l'une de ses dernières courses de la saison il se classe deuxième de Paris-Tours derrière Matteo Trentin.
Au mois d'octobre 2016 il prolonge d'un an le contrat qui le lie à la formation belge Lotto-Soudal.
En août 2018, il termine 47e du championnat d'Europe sur route à Glasgow. En fin d'année, il est contrôlé positif lors des Six jours de Gand qu'il a terminé à la troisième place. Il a utilisé un médicament autorisé en compétition à condition qu'il soit mentionné lors d'un contrôle, ce qu'il n'a pas fait. Il est provisoirement suspendu par son équipe, puis est blanchi par l'UCI le 24 janvier 2019.
Dans un premier temps, il n'apparait pas dans l'effectif annoncé par Lotto-Soudal pour la saison 2021. Finalement, le 19 octobre, son équipe annonce la prolongation de son contrat et celui de Tomasz Marczyński pour une saison.
Van der Sande rejoint Jumbo-Visma en 2022, en ayant un rôle d'équipier pour Wout van Aert. Il chute durant le Grand Prix E3 gagné par van Aert et est atteint d'une fracture à un coude. Également lanceur pour Olav Kooij, Van der Sande voit en mai 2023 son contrat prolongé dans l'équipe Jumbo-Visma jusqu'en fin d'année 2025.

## Palmarès sur route et classements mondiaux

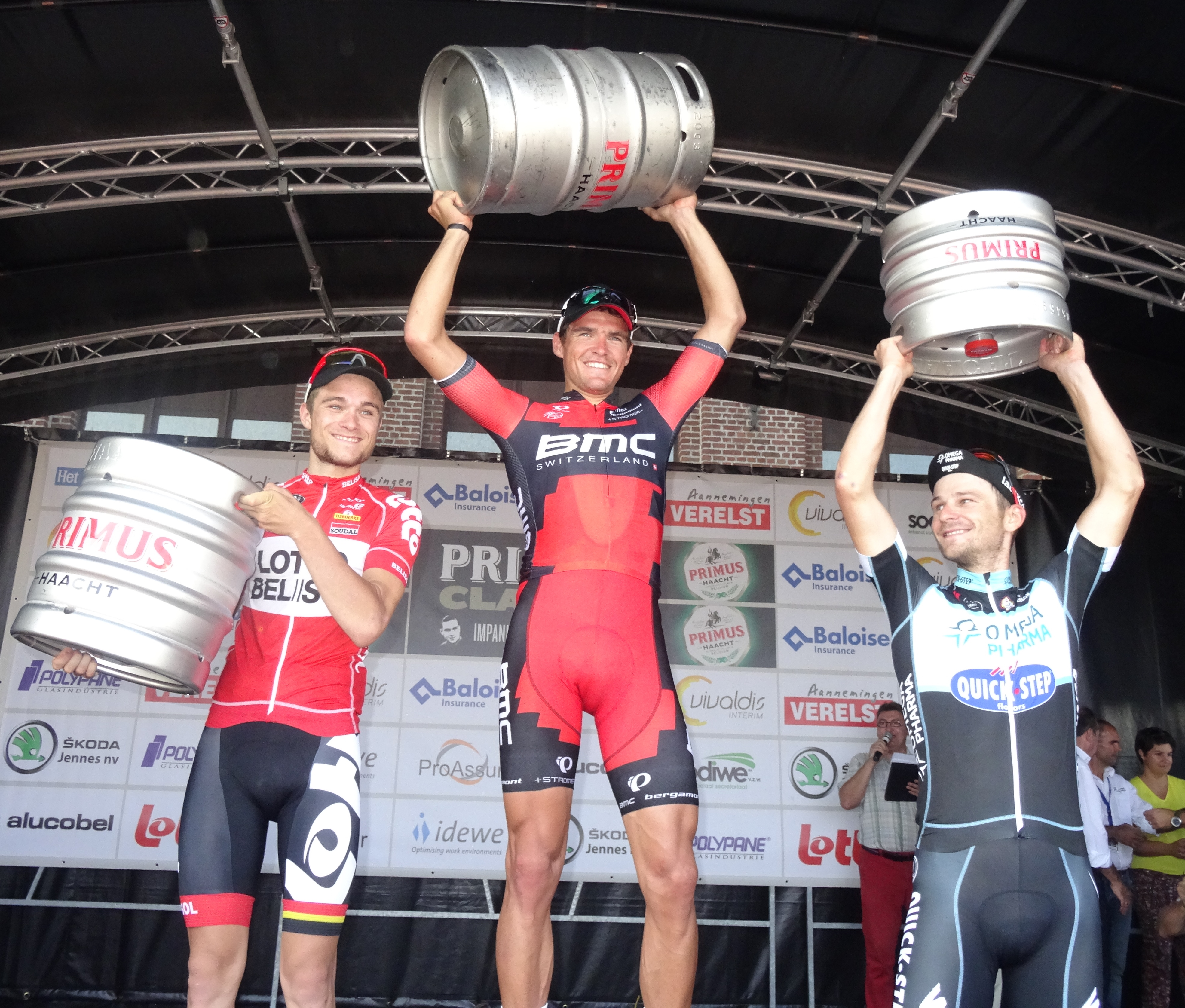
Podium de l'édition 2014 du Grand Prix Impanis-Van Petegem : Tosh Van der Sande (2e), Greg Van Avermaet (1er) et Michał Gołaś (3e).

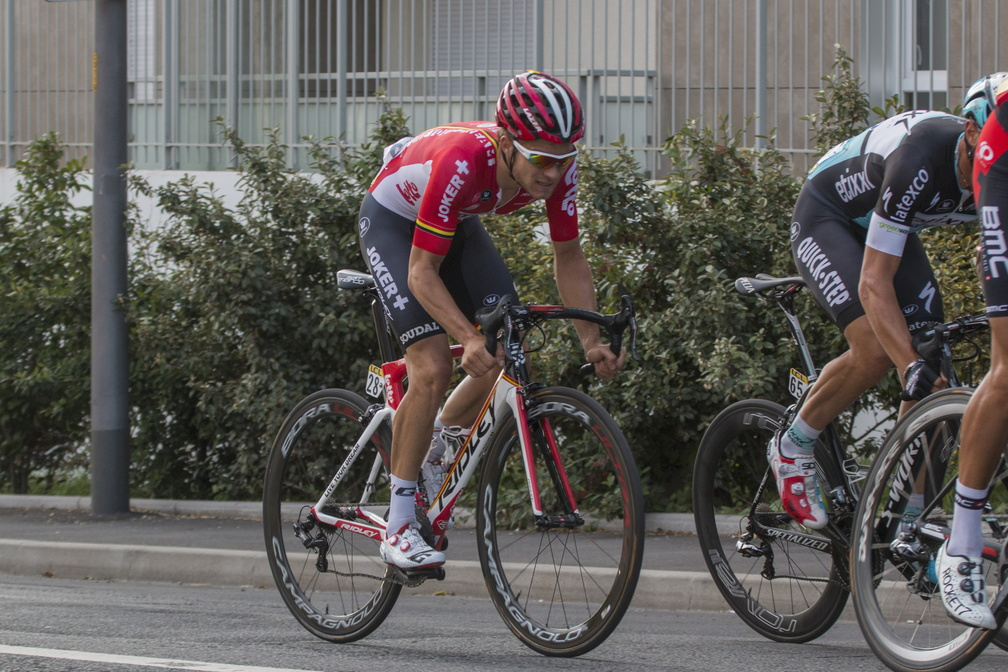
Tosh Van der Sande durant le Paris Tours 2015

### Palmarès amateur
- 2008
  - 1re et 3e étapes du Tour de Toscane juniors
  - 4e étape du Trofeo Karlsberg
  - 2e étape du Tour de Münster juniors
  - 2e étape du Tour d'Anvers juniors
  - 2e du Tour de Toscane juniors
  - 10e du championnat du monde sur route juniors
- 2009
  - 4e étape du Tour de Namur
- 2010
  - 4e étape de l'Essor breton
- 2011
  - 1re et 3e étapes du Triptyque des Monts et Châteaux
  - Liège-Bastogne-Liège espoirs
  - 1re étape du Tour de Navarre
  - 5e étape du Tour de Liège
  - 3e de la Côte picarde
  - 3e de la Stan Ockers Classic
  - 3e du Tour de Liège
  - 9e du championnat du monde sur route espoirs

### Palmarès professionnel
- 2014
  - 2e du Grand Prix Impanis-Van Petegem
- 2015
  - 2e de Paris-Tours
- 2016
  - 2e étape du Tour de l'Ain
  - 3e de la Gullegem Koerse
- 2017
  - 2e du Tour de Wallonie
- 2019
  - 5e étape du Tour de Wallonie
  - 2e du Tour de Wallonie
- 2021
  - 2e de la Primus Classic
  - 3e de la Brussels Cycling Classic
  - 3e du Grand Prix de Wallonie
  - 5e d'À travers les Flandres
  - 10e de l'Amstel Gold Race

### Résultats sur les grands tours

#### Tour de France
1 participation
- 2021 : abandon (11e étape)

#### Tour d'Italie
3 participations
- 2014 : 93e
- 2018 : abandon (17e étape)
- 2019 : 64e

#### Tour d'Espagne
6 participations
- 2013 : 127e
- 2015 : 49e
- 2016 : 109e
- 2018 : 114e
- 2019 : 65e
- 2020 : 96e

### Classements mondiaux
| Année                                 | 2010  | 2011 | 2012 | 2013 | 2014 | 2015 | 2016 | 2017 | 2018  | 2019 | 2020  | 2021 | 2022 | 2023  | 2024  |
| ------------------------------------- | ----- | ---- | ---- | ---- | ---- | ---- | ---- | ---- | ----- | ---- | ----- | ---- | ---- | ----- | ----- |
| UCI World Tour                        |       |      | 245e | 220e | 231e | 154e | 199e | 253e | 317e  |      |       |      |      |       |       |
| Classement mondial                    |       |      |      |      |      |      | 578e | 272e | 1058e | 385e | 2162e | 73e  | 894e | 1857e | 2423e |
| UCI Europe Tour                       | 1186e | 118e |      |      |      |      | 372e | 158e | 989e  | 307e | 1575e | 61e  | 657e | nc    | nc    |
| UCI Asia Tour                         | nc    | nc   |      |      |      |      | nc   | nc   | 455e  |      |       |      |      |       |       |
|                                       |       |      |      |      |      |      |      |      |       |      |       |      |      |       |       |
| Légende : nc = non classéSource : UCI |       |      |      |      |      |      |      |      |       |      |       |      |      |       |       |

## Palmarès sur piste

### Championnats du monde
- Le Cap 2008
  -  Champion du monde de la course aux points juniors
  -  Médaillé d'argent de l'américaine juniors

### Championnats d'Europe
- Saint-Pétersbourg 2010
  -  Médaillé d'argent de l'américaine espoirs (avec Jochen Deweer)

### Championnats nationaux
- 2006
  -  Champion de Belgique de la course aux points débutants
  -  Champion de Belgique de l'omnium débutants
  -  Champion de Belgique de scratch débutants
  - 2e du championnat de Belgique de vitesse débutants
- 2007
  -  Champion de Belgique de la course aux points juniors
  -  Champion de Belgique de scratch juniors
  - 2e du championnat de Belgique de poursuite par équipes juniors
  - 2e du championnat de Belgique de vitesse par équipes juniors
  - 2e du championnat de Belgique de l'américaine juniors
- 2008
  -  Champion de Belgique de poursuite par équipes juniors (avec Alphonse Vermote, Simon Verhamme et Thomas Sprengers)
  -  Champion de Belgique de l'américaine juniors (avec Simon Verhamme)
  -  Champion de Belgique de la course aux points juniors
  -  Champion de Belgique de scratch juniors

## Distinction
- Vélo de cristal de meilleur jeune belge en 2011